# Humski grafit
Humski grafit je freska u humskoj crkvi Sv. Jerolima pisana na glagoljici u drugoj polovici 12. stoljeća. Otkrio ga je Branko Fučić 1949. na oslikanom zidu,  desno od oltara. Uparan je na desnoj strani apside, na crvenoj borduri. Riječ je o bilješci humskog popa glagoljaša koji je trideset dana služio mise za pokoj duše nekog kovača Martina i svaki put kad bi misu odslužio, čavlom ili nožem uparao bi jednu crtu u oslikani zid. Kad je odslužio svih trideset misa (to su "gregorijanske mise"), zapisao je glagoljicom: "KOVAČA MARЪTINA E SVĚ Ĵ (=30) E VZETA INO OĆE EDNA" tj. konstatira da je odslužio i jednu preko trideset misa.

## Vanjske poveznice
- Glagoljski grafiti - Istrapedia
- Kronološki popis najvažnijih glagoljičkih spomenika